# Trinal
Trinal is een plaats in de Belgische gemeente Rendeux. In de veertiende eeuw eigendom van de Heren van Trinal die het gebied in gebruik hadden als jachtdomein. In 1823 werd Trinal samengevoegd met Beffe en Magoster. Tezamen vormden ze de gemeente Beffe. Sinds de fusie van Belgische gemeenten in 1977 behoort Trinal tot de gemeente Rendeux. Trinal ligt in de provincie Luxemburg.